# Sinesetosa
Sinesetosa is een geslacht van kevers uit de familie van de loopkevers (Carabidae). De wetenschappelijke naam van het geslacht is voor het eerst geldig gepubliceerd in 1996 door Balkenohl.

## Soorten
Het geslacht Sinesetosa is monotypisch en omvat slechts de volgende soort:
- Sinesetosa acugena Balkenohl, 1996